# Вик-Фезансак
Вик-Фезанса́к (фр. Vic-Fezensac) — коммуна во Франции, находится в регионе Юг — Пиренеи. Департамент — Жер. Административный центр кантона Вик-Фезансак. Округ коммуны — Ош.
Код INSEE коммуны — 32462.

## География

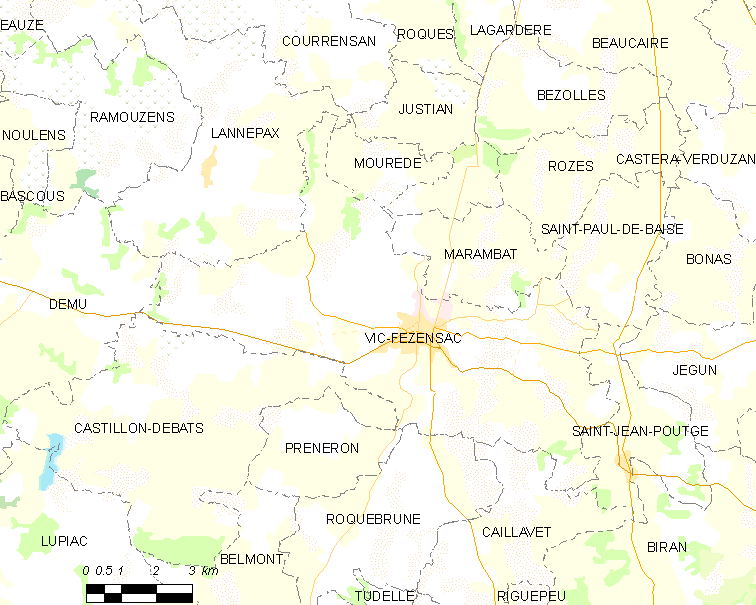
Карта коммуны

Коммуна расположена приблизительно в 590 км к югу от Парижа, в 95 км западнее Тулузы, в 26 км к северо-западу от Оша.
По территории коммуны протекают реки Ос и Озу.

## Климат
Климат умеренно-океанический. Лето жаркое и немного дождливое, температура часто превышает 35 °С. Зимой часто бывает отрицательная температура и ночные заморозки. Годовое количество осадков — 700—900 мм.

## Население
Население коммуны на 2010 год составляло 3645 человек.
| 1962 | 1968 | 1975 | 1982 | 1990 | 1999 | 2010 |
| ---- | ---- | ---- | ---- | ---- | ---- | ---- |
| 3441 | 4109 | 4111 | 3978 | 3683 | 3614 | 3645 |

## Администрация
| Период | Период | Фамилия         | Партия                  | Примечания               |
| ------ | ------ | --------------- | ----------------------- | ------------------------ |
| 1989   | 1995   | Жан Арно        |                         |                          |
| 1995   | 2001   | Франсис Серетто | Разные правые           | член генерального совета |
| 2001   | 2014   | Мишель Санрома  | Социалистическая партия |                          |
| 2014   | 2020   | Мишель Эспье    |                         |                          |

## Экономика
В 2010 году среди 2026 человек трудоспособного возраста (15-64 лет) 1452 были экономически активными, 574 — неактивными (показатель активности — 71,7 %, в 1999 году было 67,4 %). Из 1452 активных жителей работали 1311 человек (678 мужчин и 633 женщины), безработных было 141 (63 мужчины и 78 женщин). Среди 574 неактивных 137 человек были учениками или студентами, 243 — пенсионерами, 194 были неактивными по другим причинам.

## Достопримечательности
- Церковь Св. Петра (XII век)
- Замок Пимбат-Крюзалет (XVI век). Исторический памятник с 1976 года[4]
- Башня Сен-Жак

## Фотогалерея

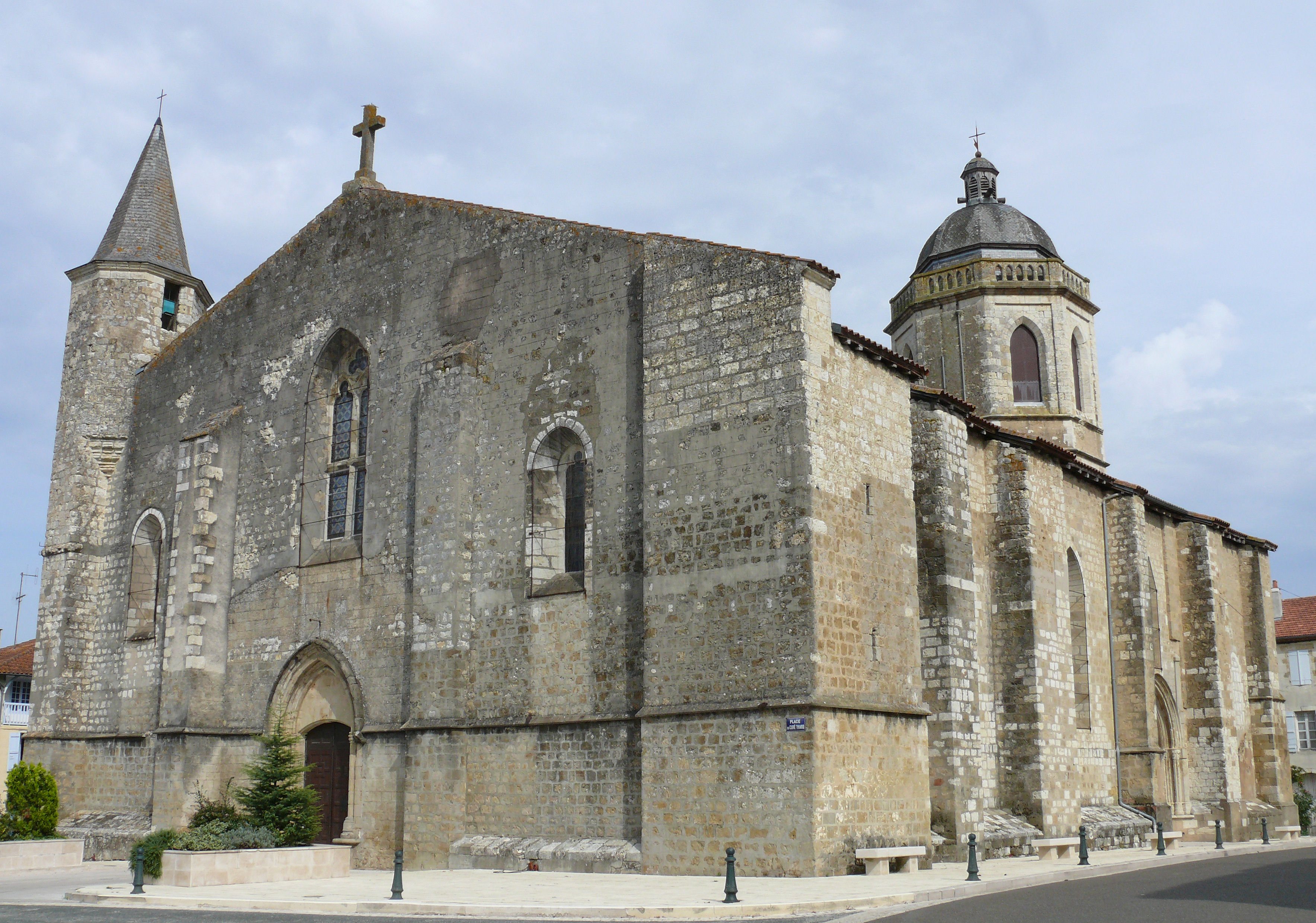
Церковь Св. Петра
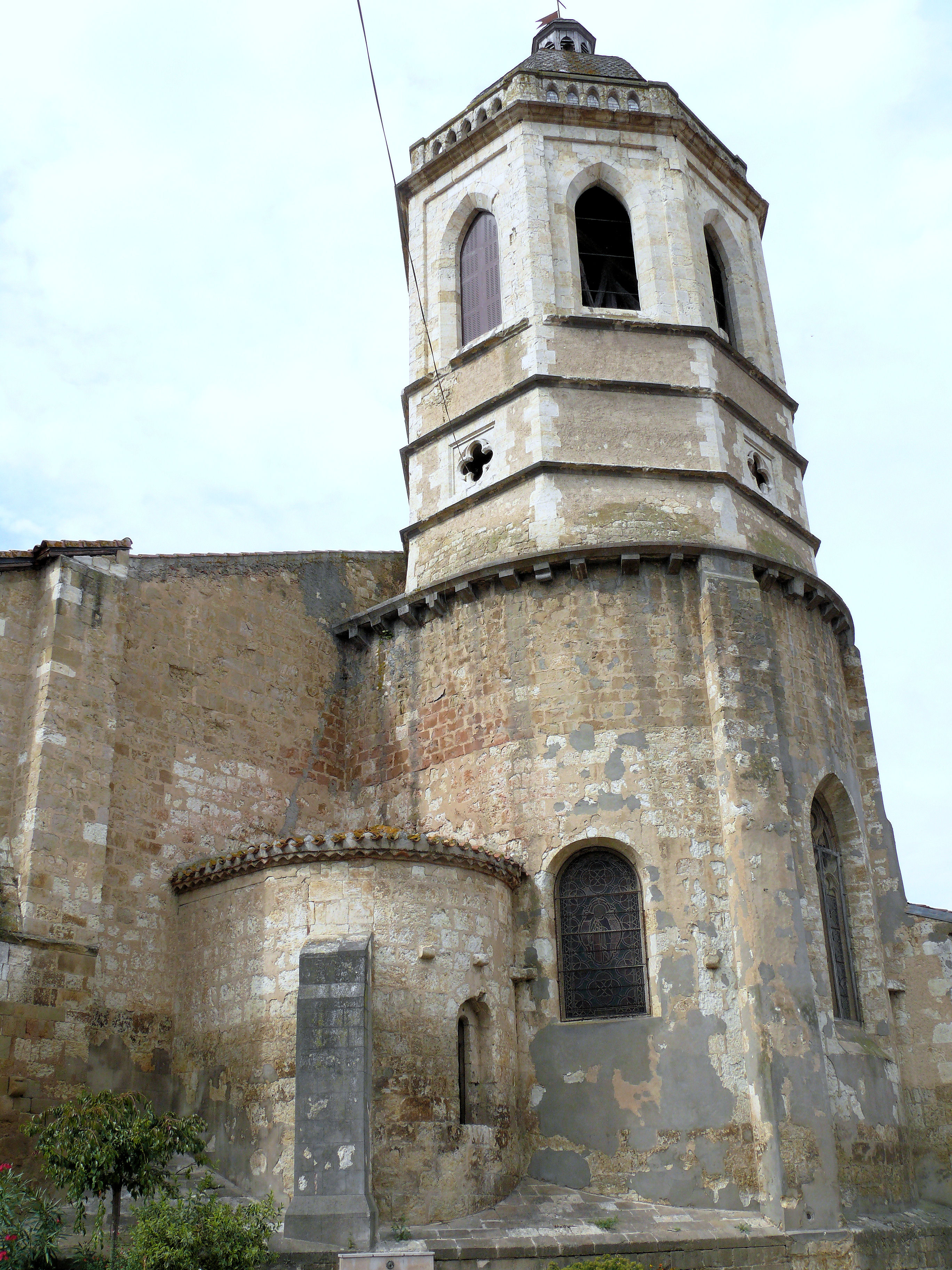
Церковь Св. Петра
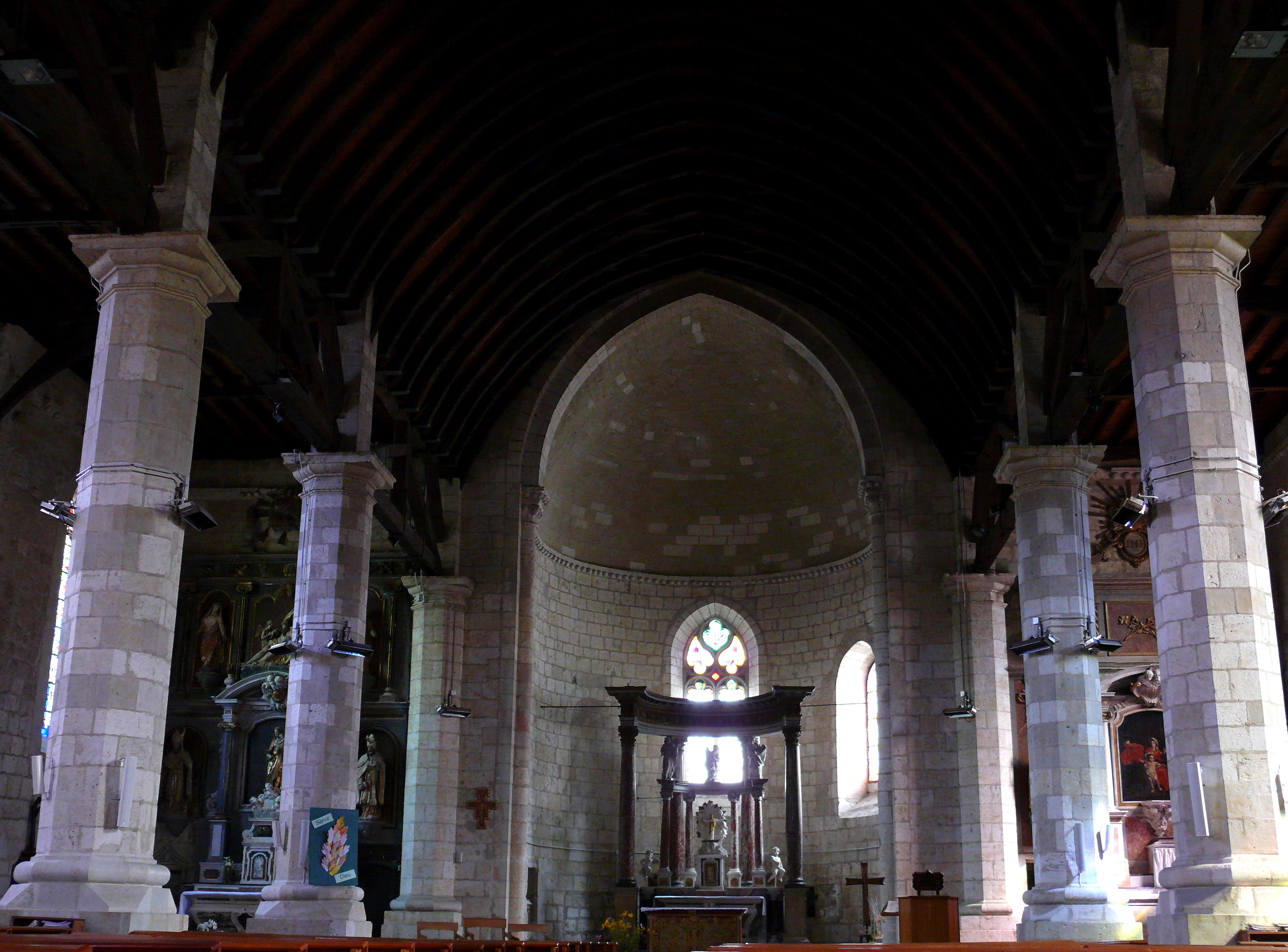
Церковь Св. Петра
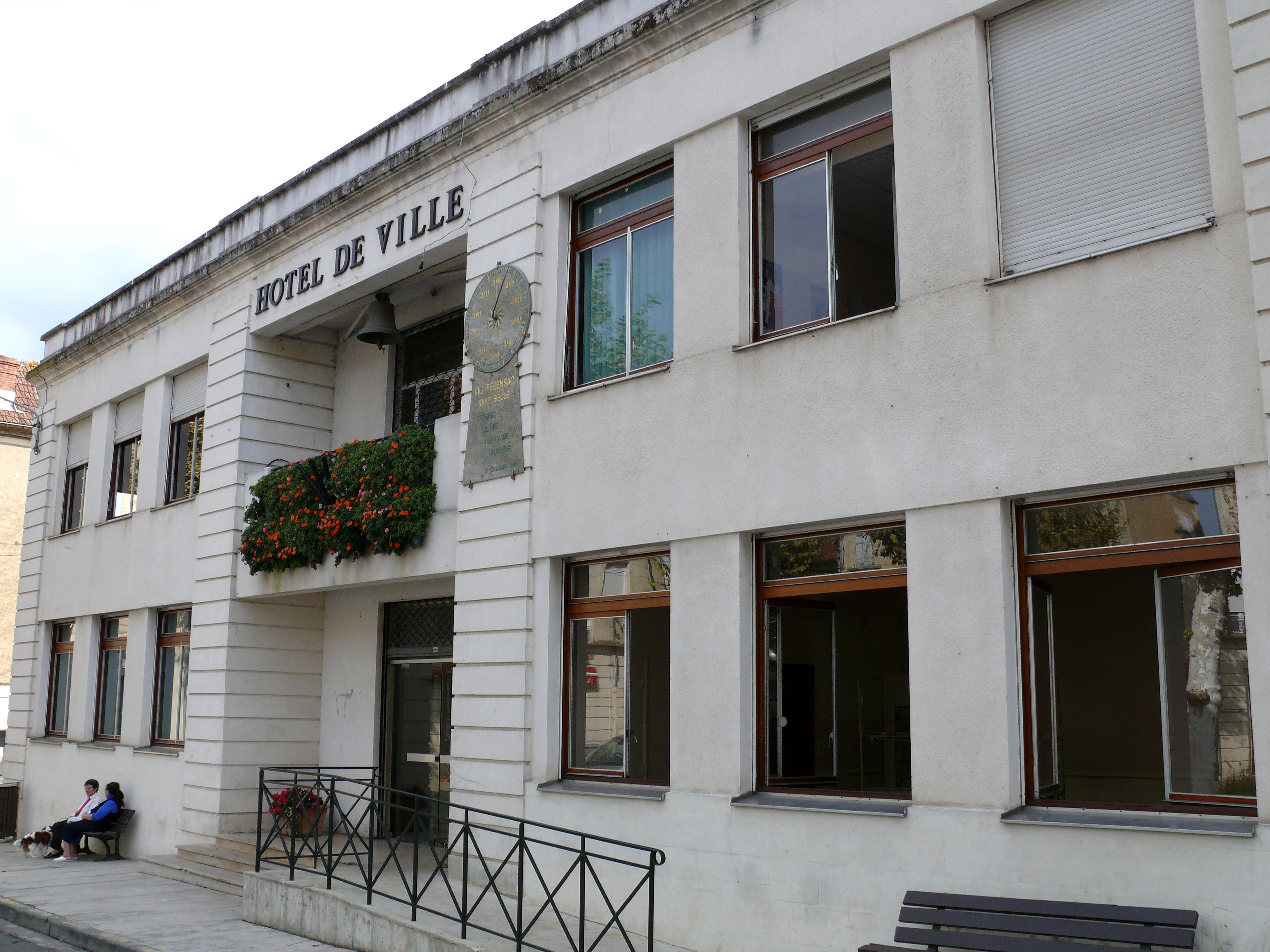
Мэрия
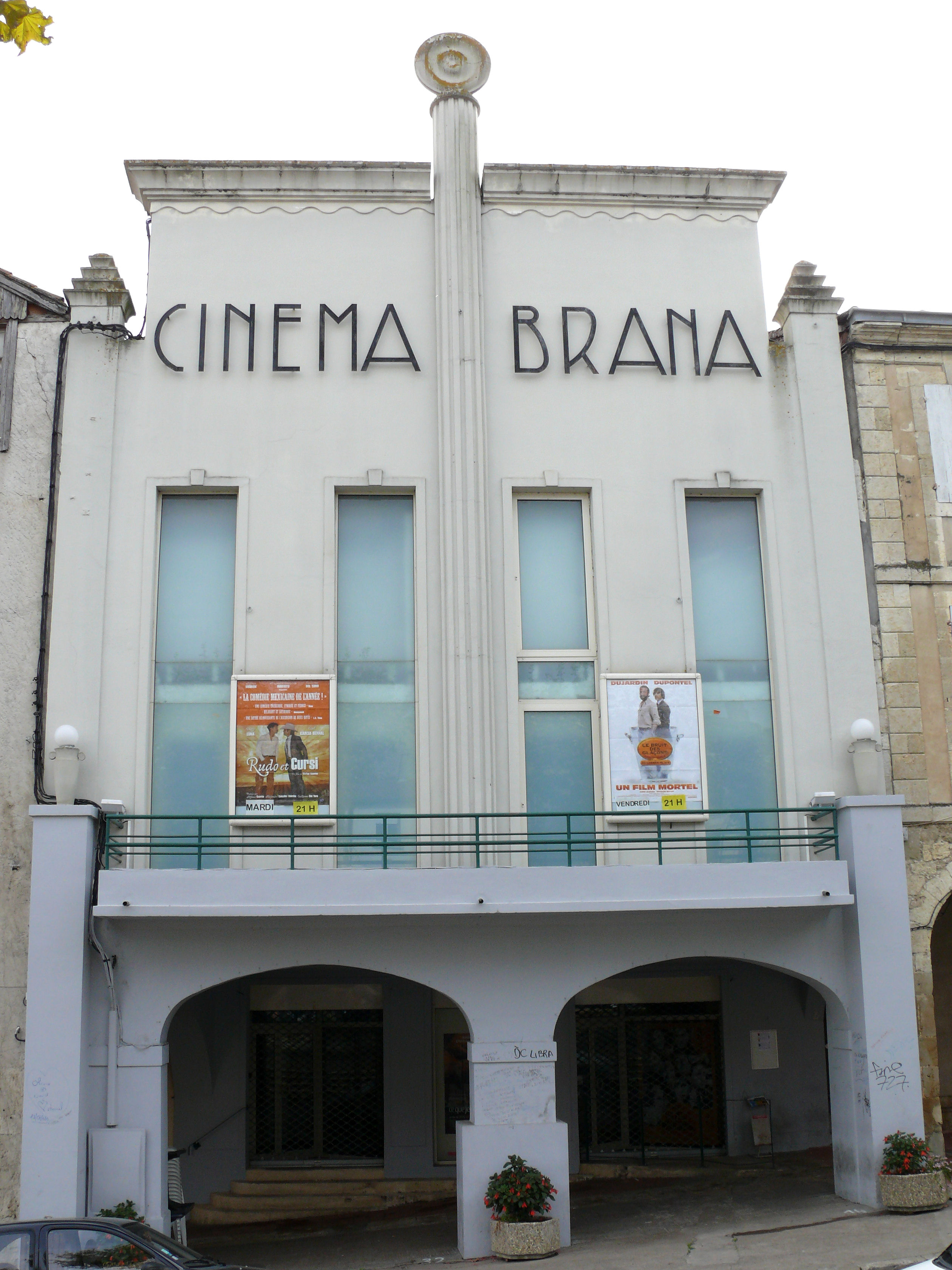
Кинотеатр
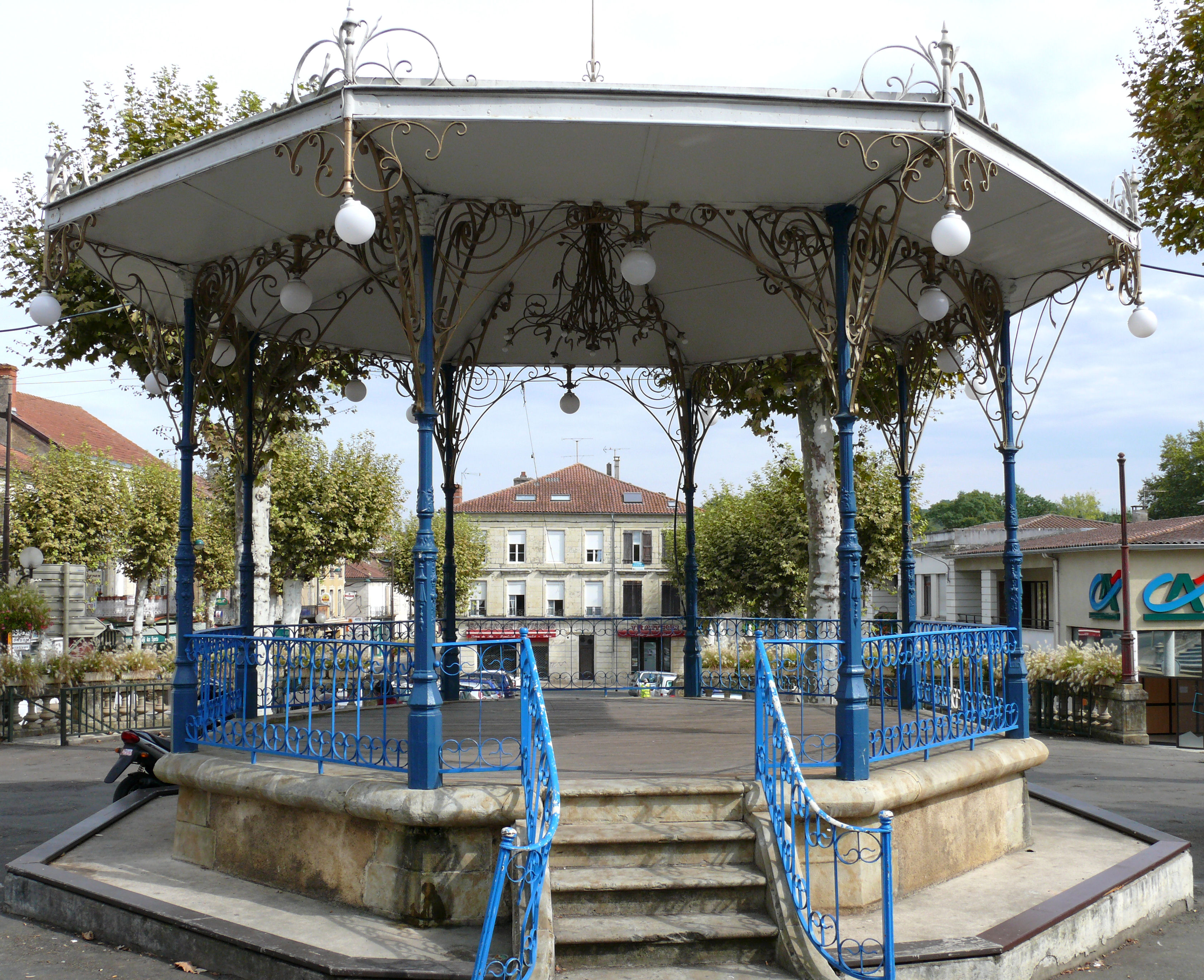
Эстрада